# Нурхаци
Нурхаци (на манджурски: ᠨᡠᡵᡤᠠᠴᡳ, на китайски: 努尔哈赤, Nǔ'ěrhāchì; 1559 – 1626) е манджурски вожд, основател на Късната династия Дзин (преди династия Цин) и ключова фигура в обединяването на манджурските племена. Нурхаци полага основите на държавата, която по-късно ще завладее Китай и ще управлява като династия Цин (1644 – 1912 г.).

## Биография
Нурхаци е роден през 1559 г. в района на днешен Ляонин (в Североизточен Китай). Той произхожда от племето джърджени (прародители на манджурите), от клана Айсин Гьоро (на манджурски: Aisin Gioro), който по-късно ще стане управляващият дом на династия Цин.

### Възход към властта
Със своята харизма, дипломатически умения и военна сила Нурхаци обединява множество разпокъсани джърдженски групи. През 1616 г. основава Късната династия Дзин и се обявява за хан. Така започва процесът на създаване на нова манджурска държава, която ще се превърне в династия Цин.

### Създаване на Осемте знамена
Нурхаци създава Осемте знамена – уникална система, комбинираща военна организация и социална структура. Всяко знаме включва войници и техните семейства, подредени в единици за по-лесно управление. Тази система се превръща в гръбнака на армията и обществото на Цин и осигурява стабилност и контрол над поданиците.

#### Отношения с династия Мин
През 1618 г. Нурхаци издава „Седемте неправди“ – манифест, с който обвинява Минската династия в несправедливости и обявява война. Той завладява множество градове и територии в Североизточен Китай, превръщайки се в сериозна заплаха за Мин. Макар да постига значителни победи, не успява да превземе крепостта Нингюан, където претърпява поражение малко преди смъртта си.

### Смърт и наследство
Нурхаци умира през 1626 г., но делото му е продължено от неговия син Хуанг Тайджи, който разширява държавата и я преименува на Цин. Приживе и посмъртно Нурхаци е почитан като велик държавник и пълководец. По време на династия Цин той е обожествен под титлата „Император Тайцу“ и остава в историята като основоположник на цинската империя.